# Otto Weininger
Otto Weininger (Viena, 3 de abril de 1880 – Viena, 4 de outubro de 1903) foi um filósofo austríaco que viveu no Império Austro-Húngaro. Em 1903, ele publicou o livro Geschlecht und Charakter (Sexo e Caráter), que ganhou popularidade após seu suicídio aos 23 anos. Partes de sua obra foram adaptadas para uso pelo regime nazista (ao mesmo tempo em que o denunciavam). Weininger foi uma forte influência em Ludwig Wittgenstein, August Strindberg, Julius Evola, e, através de seu trabalho menos conhecido Über die letzten Dinge, em James Joyce.

## Trabalho
- Geschlecht und Charakter: Eine prinzipielle Untersuchung (em alemão). Vienna and Leipzig: Wilhelm Braumüller. 1903
- Über die letzten Dinge (PDF) (em alemão). Vienna and Leipzig: Wilhelm Braumüller. 1904
- (em alemão) Geschlecht und Charakter: Eine prinzipielle Untersuchung, neunzehnte, unveränderte Auflage mit einem Bildnisse des Verfassers (Wien und Leipzig: Wilhelm Braumüller Universitäts-Verlagsbuchhandlung Gesellschaft M. B. H., 1920).
- Sex & Character Authorised translation from the sixth German ed. London: William Heinemann; New York: G. P. Putnam's Sons. 1906
- Sex and Character: An Investigation Of Fundamental Principles. Traduzido por Ladislaus Löb. [S.l.]: Indiana University Press. 2005. ISBN 0-253-34471-9
- A Translation of Weininger's Über die letzten Dinge (1904/1907), On Last Things. Traduzido por Steven Burns. Lewiston, Queenston and Lampeter: Edwin Mellen Press. 2001. ISBN 0-7734-7400-5